# مضيق ماجلان

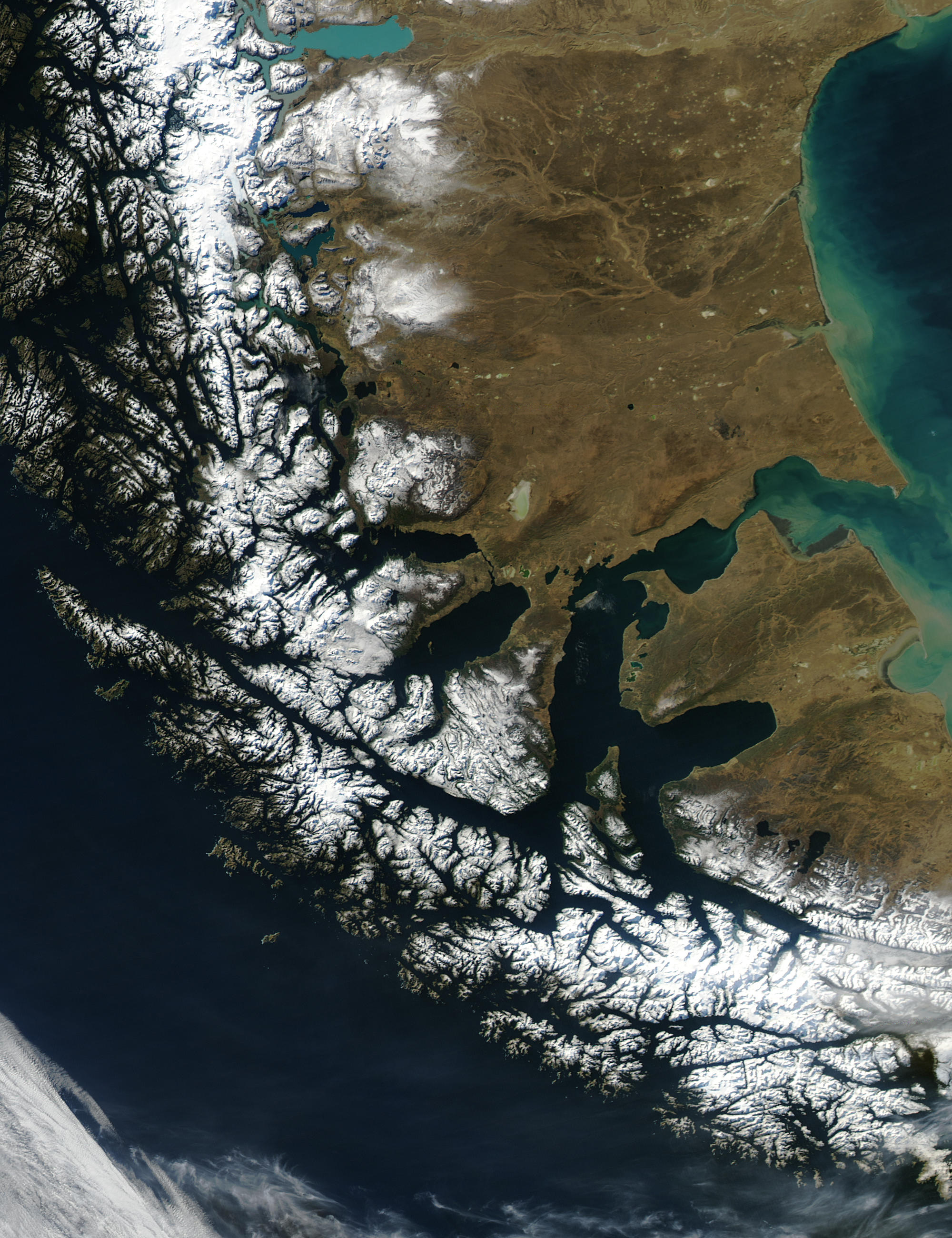
صورة فضائية لمضيق ماجلان

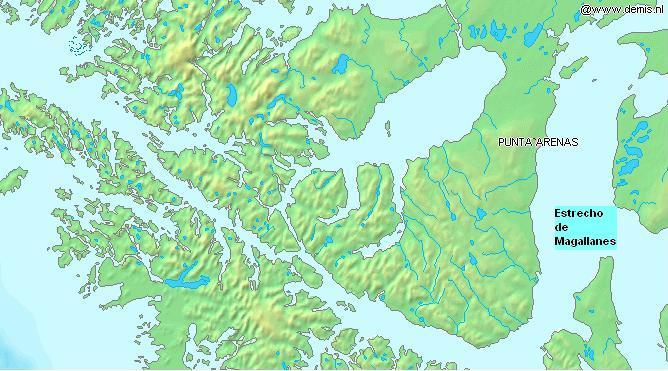
موقع مضيق ماجلان

مضيق ماجلان هو ممر مائي يقع جنوب أمريكا الجنوبية بين أرض النار وكايب هورن والحافة الجنوبية للقارة، وهو يعتبر من أهم الممرات المائية الطبيعية بين المحيط الأطلسي والمحيط الهادي.
فرديناند ماجلان كان أول أوربي قام بالملاحة بالممر المائي سنة 1520 عندما كان يقوم برحلته حول العالم، ويقال أنه وصل المضيق في 1 نوفمبر، وتزامن وصوله في هذا التاريخ مع عيد ديني عند المسيحيين فأطلق اسم هذا العيد على اسم المضيق.
وفي 21 سبتمبر 1843، غزت الشيلي المضيق واستولت عليه وبقي تحت سيادتها إلى يومنا هذا، وقد جاء قرار احتلال المضيق من قبل الرئيس الشيلي مانويل بولنيس تمجيدا لبطل الاستقلال برناردو أوهيجينس، وقد تم تأسيس أول مستعمرة بمنطقة المضيق في 10 أكتوبر 1843 وسميت بحصن بولنيس. (وهي تبعد بحوالي 50 كيلومتر عن مدينة بونتا أريناس أول ميناء مطل على المضيق والتي تأسست في 18 ديسمبر 1848).
قبل حفر قناة باناما، كان مضيق ماجلان ثاني ممر من حيث حركة السفن للعبور من المحيط الأطلسي إلى المحيط الهادي بعد كايب هورن، ويعرف مضيق ماجلان بخطورته نظرا للمناخ القاسي وضيق ممره وطوله.

## التَّاريخ

### استكشافات القرن السابع عشر
اكتشف المُسافرون الهولنديون في عام 1616 وتعرفوا على الطرف الجنوبي لتييرا ديل فويغو، ومن بَينِهُم ويليم شوتن، وجاكوب لو مير، وكيب هورن، وَبَعد سنوات تحققت بعثة استكشافية إسبانيَّة بِقيادة الأخوين بارتولومي و«غونزالو نودال» من هَذَا الاكتشاف،  وَلَم تعبر سفينة إسبانيَّة المضيق مرَّة أُخرى سوى بَعد 150 عامًا،  وَبَعد مِائَة عام من الاكتشاف الأوروبيّ عبرت 55 سفينة على الأقل المضيق مِنهَا 23 سفينة إسبانيَّة، و 17 إنجليزيَّة، و 15 هولنديَّة.
تسببت استكشافات «جون ناربورو» في عام 1670 في «باتاغونيا» بإطلاق الأسبان حملات بَحرِيَّة مختلفة إلى غَرب باتاغونيا من 1674 إلى 1676،  وَفِي بعثة أنطونيو دي فيا الاستكشافية قاد «باسكوال دي إيرياتي» مَجمُوعَة إلى «جَزَر إيفانجليستاس» عِند المدخل الغربيّ للمضيق، وَفِي إحدى تِلك الجزر أختفى ستة عشر رجلاً من الحَملَة في 17 فبراير بمن فيهم ابن «باسكوال دي إيريارت»،  عِند مُحاولتهم الوُصُول إلى إحدى الجزر لتركيب لوحة معدنية تشير إلى مَلِكِيَّة ملك إسبانيا للمنطقة. وأصدر نائب ملك بيرو «بالتاسار دي لَا كويفا» أوامره إلى تشيلي وشيلوي و«ريو دي لَا بلاتا» للبحث عَن المفقودين في جَزَر إيفانجليستاس. وَلَم ترد أي معلومات عَن مصيرهم، ويُرجح أن قاربهم تحطم أَثناء هبوب عاصفة،  وبحلول 1676 فُندت الشائعات حول القَوَاعِد الإنجليزيَّة في غَرب باتاغونيا، وظهرت شائعات جديدة مفادها أن إنجلترا تستعد لرحلة استكشافية لتسوية مضيق ماجلان. وتحوّل تَركِيز الاهتمام الإسبانيّ لصد المستوطنات الإنجليزيَّة المؤقتة من ساحل المُحِيط الهَادِئ في باتاغونيا إلى مضيق ماجلان وتيرا ديل فويغو.
وصلت أول بعثة استكشافية فرنسيَّة في فبراير 1696 إلى مضيق ماجلان. وقد وصفها المُستكشف الفرنسيّ والمهندس وخبير الهيدروغراف "François Froger" في كتابه «علاقة رحلة» (1699).

### استكشافات القرن الثامن عشر
أرسل الإنجليز المَزِيد من الرحلات الاستكشافيَّة في القرن الثامن عشر بِقيادة جون بايرون وجيمس كوك، وأرسل الفَرنسيون رحلات بِقيادة لويس أنطوان دو بوغنفيل وجيه إس سي دومون دورفيل. وبحلول عام 1770 تحول تَركِيز الصِراع المُحتَمَل بَين إسبانيا وبريطانيا من المضيق إلى جزر فوكلاند.

### القرن التَّاسِع عشر

#### الاستكشافات
استكشف «فيليب باركر كينج» المضيق من عام 1826 إلى عام 1830، ورسم خرائطه بدقة عَندَمَا قاد سفينة المسح البريطانيَّة بِالاشتراك مَع سفينة بيغل، ومسح السَّواحل المعقدة حول المضيق، وقدم تَقرير عَن المسح في اجتماعين للجمعية الجُغرافيَّة بلندن عام 1831.
قاد «ريتشارد تشارلز ماين» رحلة استكشافية للمضيق من عام 1866 إلى عام 1869،  برفقة عالم الطبيعة «روبرت أوليفر كننغهام»،  وطلب تشارلز داروين من اللوردات الأميرالية أن الطَّلَب من ماين جَمع أحافير القوارب المُنقرضة من الأنواع رباعيات الحركة، وَكَان الأدميرال سوليفان قد أكتشف وَقت سابق تراكم للعظام الأُحفوريَّة على مقربة من المضيق، وقد جُمَع العديد من الحفريّات بمساعدة خبير الهيدروغراف «ريتشاردز آر إن» وأُدعت في المتحف البريطاني.

## المنارات

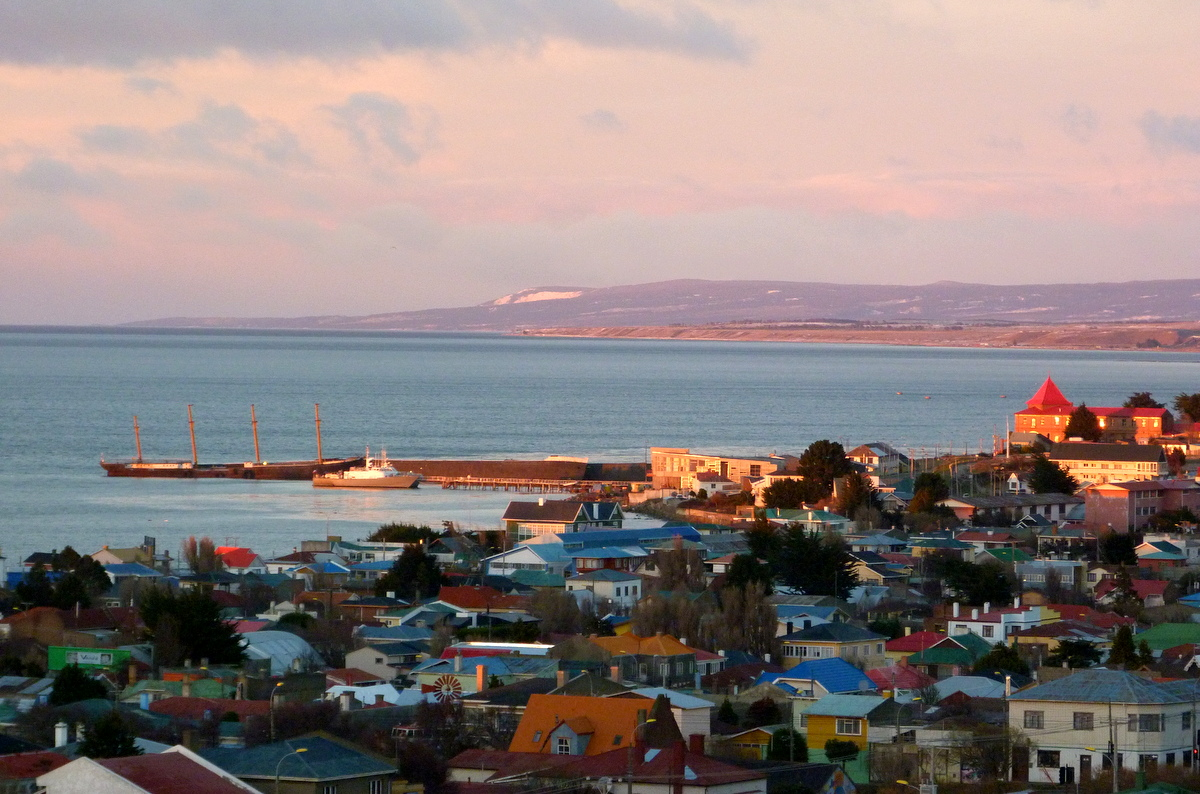
تُستخدم "بيبلز كاونتي" "وكافينجا" كحاجز أمواج للميناء في بونتا أريناس.

تسرد الوكالة الوطنية للاستخبارات الجغرافية المكانية 41 منارة في الممر المائي، يعود تَارِيخ بَعضُهَا لأكثر من قرن، وبعضها اُعتبرت «نُصب تذكاري وطني»، ومن أَكثَر المنارات شهرة «بيبلز كاونتي»، وهي أول «سفينة كَامِلَة الحفر» ذَات أربعة صواري حديدية الهيكل فِي العَالم،  تُستخدم كحاجز أمواج للميناء في بونتا أريناس؛ و«منارة سان إيسيدرو» الَّتِي تم ترميمها في عام 2004 وهي الآن متحف وفندق،  و«منارة إيفانجليستاس» الواقعة عِند المصب الغربيّ للمضيق والَّتِي بناها جورج سلايت.

## البيئة
توجد العديد من المناطق المحمية حول المضيق ومنها:
- جزيرة كارلوس الثالث
- جزيرة روبرت
- كابو إسبيريتو سانتو
- كابو فروارد
- كابو بوسسيون
- كامبينيكين تريس تشوريلس
- ايسلا داوسون
- بينينسولا مونيوز جاميرو
- ريزيرفاس بيولوجيكاس دي ريو كوندور
- سان جريجوريو
- سان خوان
- تيماوكيل

## أحداث بارزة
يُعتبر جوشوا سلوكم أول شخص موثق يبحر بمفرده في المضيق، وشهدت رحلته توقف دام 40 يومًا بسبب سوء الأحوال الجوية والعواصف،  وَفِي عام 1976 أصبَحَت سباحة المياه المَفتوحة الأمريكيَّة «لين كوكس» أول شخص يسبح عبر المضيق، وَبَعد نَحو 40 عامًا، أصبَح «هانتر رايت» أصغر شخص يسبح عبر المضيق في سِنّ 17 عامًا في 17 يناير 2014.
كَانَت «يو إس إس رونالد ريغان» أول حامِلَة طائرات تعمل بالطاقة النوويَّة تبحر في المضيق.

## معرض صور

مضيق ماجلان
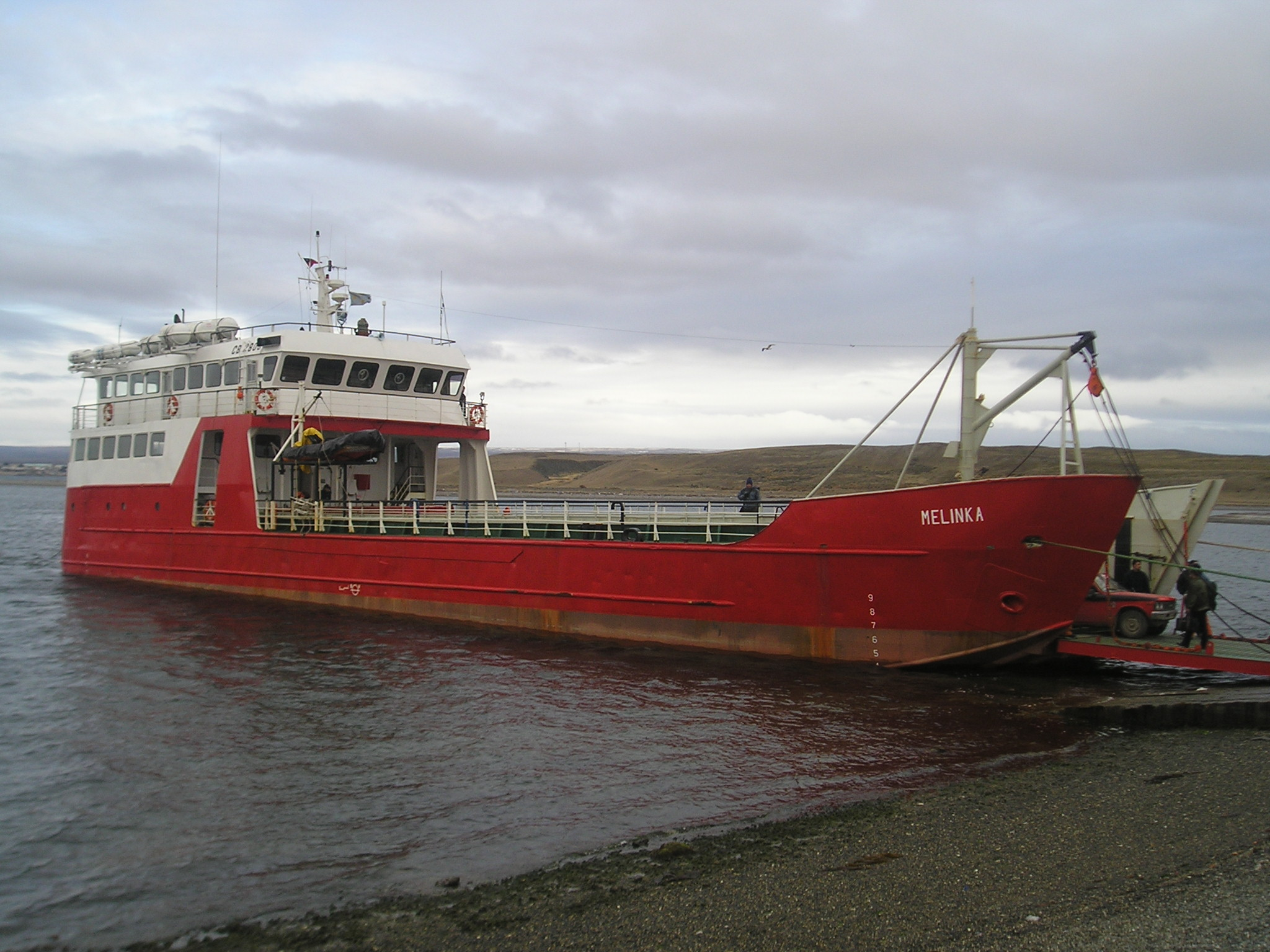
يوفر "باركازا ميلينكا" في ميناء بورفينير، خدمة العبارات عبر المضيق بين بونتا اريناس و بورفينير
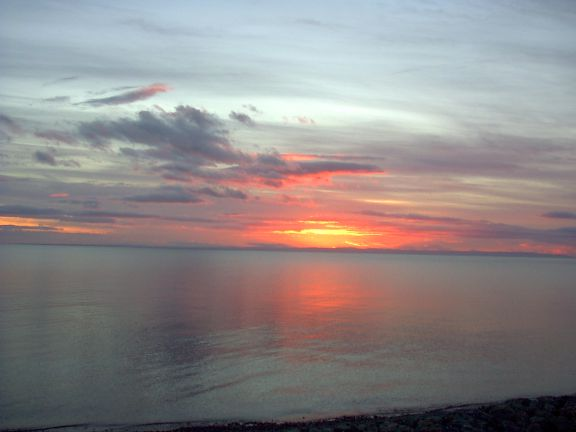
مضيق ماجلان عند الفجر
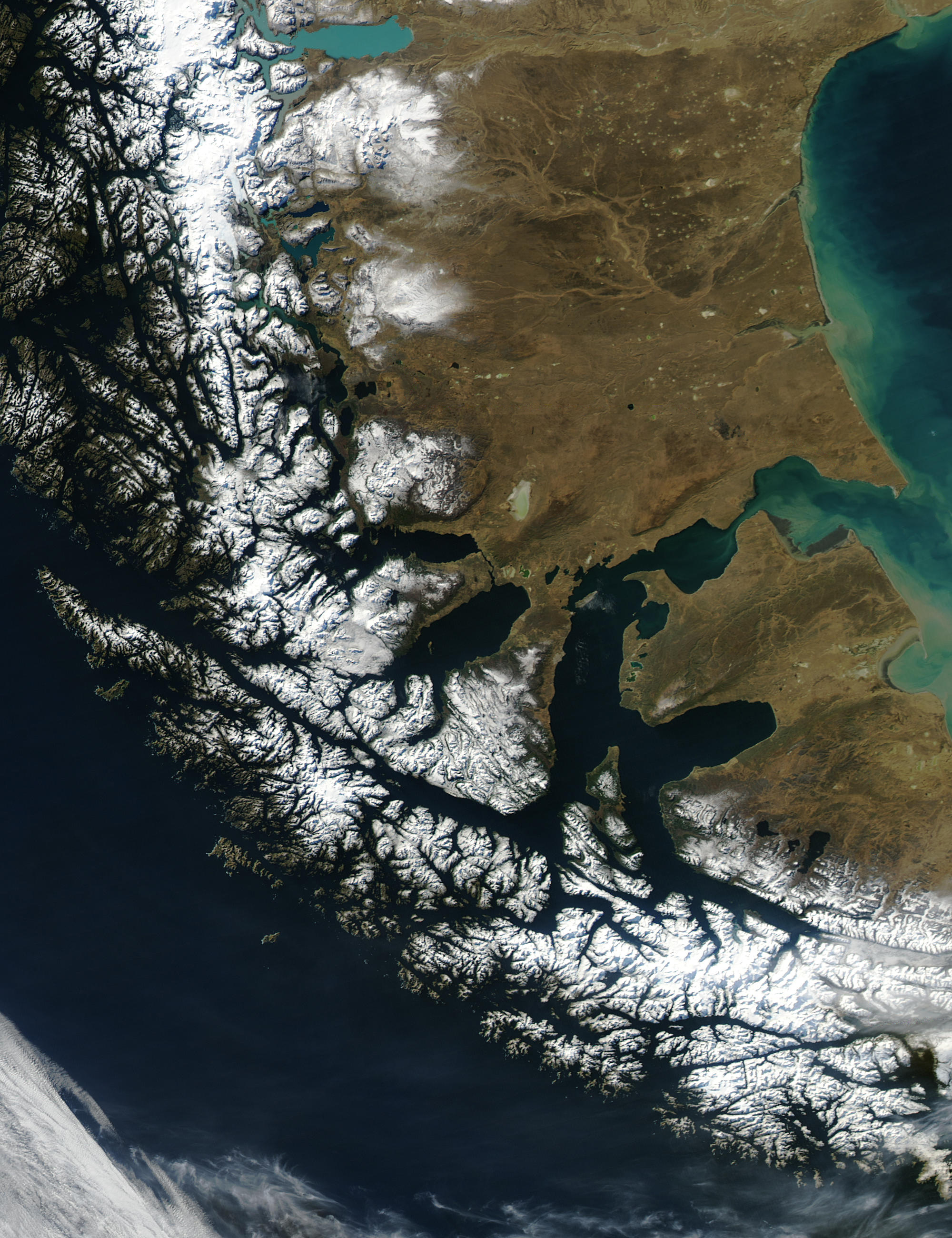
صورة من الأقمار الصناعية بالألوان الحقيقية للمضيق
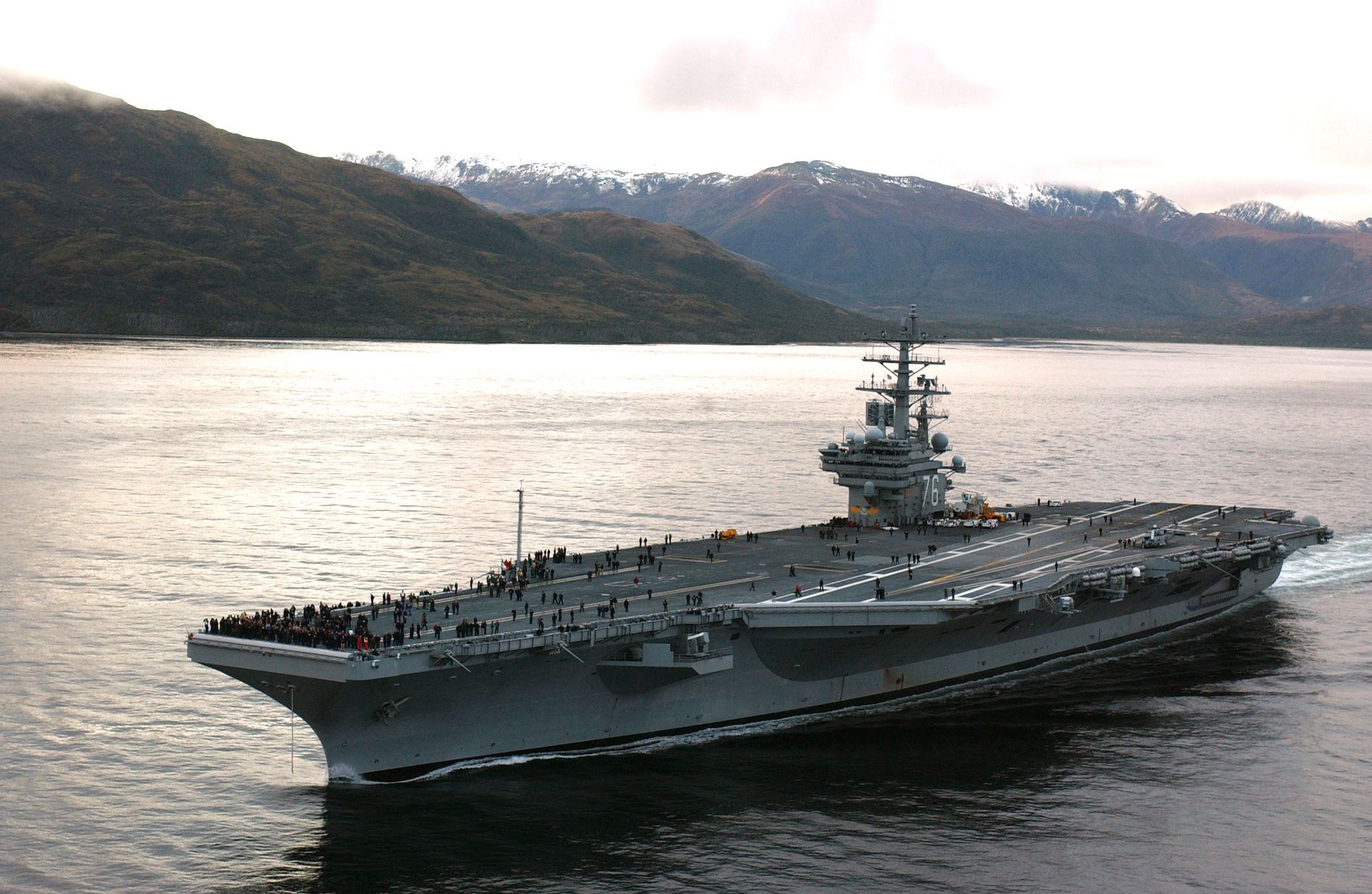
حاملة البحرية الأمريكية "يو إس إس رونالد ريغان" في المضيق

## وصلات خارجية
- أول خريطة لمضيق ماجلان، 1520